# Austin Champ

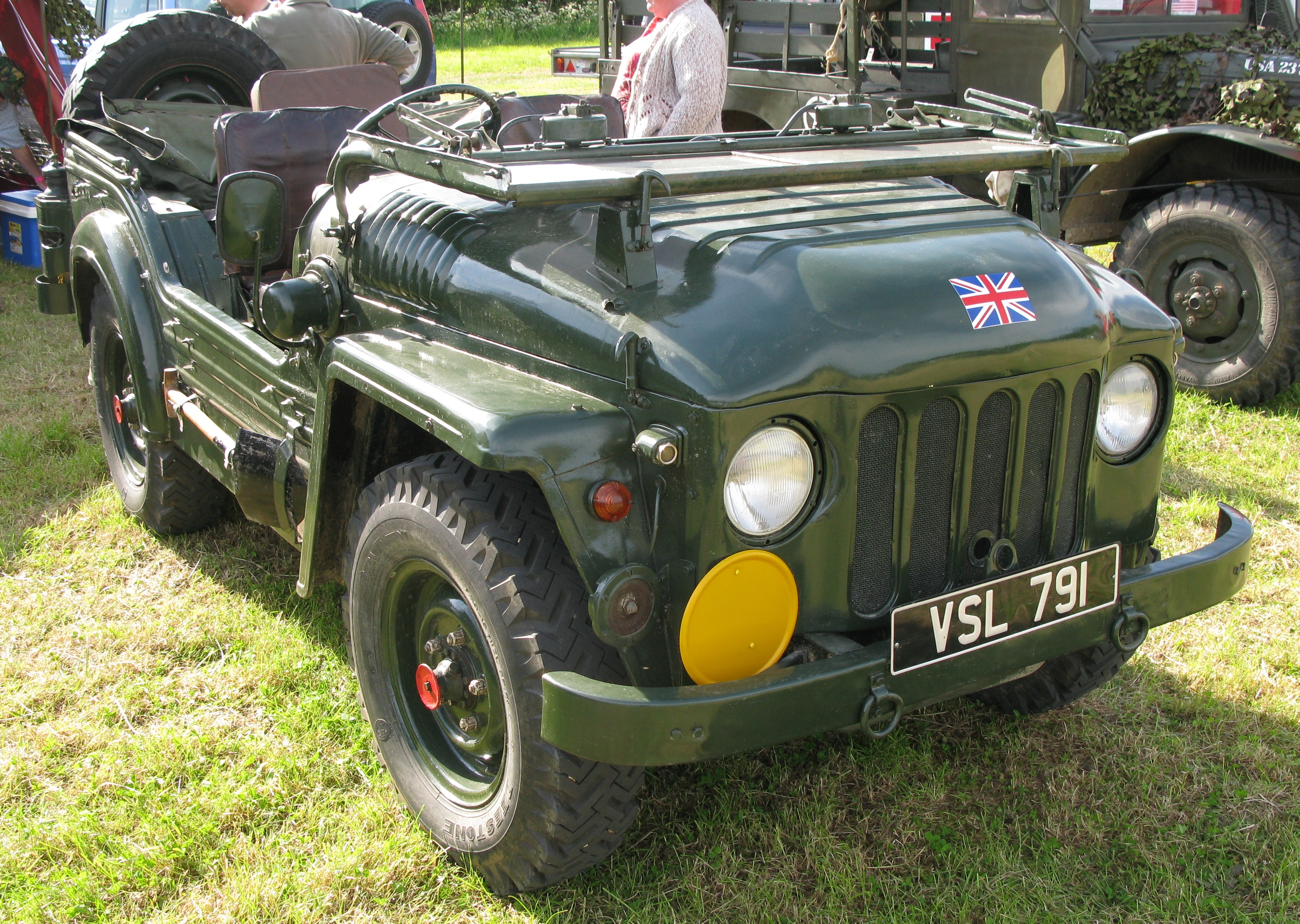
Austin Champ mit abgeklappter Windschutzscheibe

Der Austin Champ war die zivile wie auch militärische Version eines britischen Geländewagens, der 1952 gebaut wurde. Er wurde von der Austin Motor Company hergestellt. Die Militärversion hieß offiziell Truck 1/4 Ton 4x4 CT. Die zivile Version wurde mit einem anderen einfacheren Motor und anderen Kotflügeln (vorne) ausgestattet. In der Sueskrise 1956 wurden einige Fahrzeuge in einer eilig geänderten Wüstenversion eingesetzt.
Die Besatzungen dieser Fahrzeuge nahmen später eine Vielzahl individueller Änderungen an ihrem Champ vor.

## Geschichte
Schon in den späten 1940er Jahren, während des Zweiten Weltkriegs, erstellte die British Army ein Lastenheft für einen leichten LKW, das sich an den amerikanischen Willys-MB-Jeep anlehnte. Man wünschte sich ein in Großbritannien hergestelltes Fahrzeug, um nicht auf amerikanische Jeeps angewiesen zu sein und um wertvolle Devisen zu sparen.
Das Projekt „Car 4x4 5 cwt FV1800-Series“ wurde 1945 begonnen. Der Automobilhersteller Nuffield Organisation baute drei Prototypen, die als „Nuffield Gutty“ oder auch als „Morris Gutty“ bekannt wurden. Die anschließenden Tests deckten schwere Konstruktionsmängel auf, die durch eine Arbeitsgruppe behoben werden sollten. Bemerkenswert war, dass das Federungssystem von Sir Alec Issigonis entwickelt wurde, der später durch die Entwicklung des Minis bekannt wurde.
Von diesem verbesserten Fahrzeug wurden durch die Wolseley Motor Company wiederum Prototypen hergestellt, die den Namen „Wolseley Mudlark“ (englisch für „Schmutzfink“) erhielten.
Schließlich erhielt die Austin Motor Company den Auftrag, 15.000 Fahrzeuge herzustellen, das erste Fahrzeug verließ die Produktion am 1. September 1951. Das Fahrzeug erhielt die formale Bezeichnung „Truck 1/4 Ton 4x4 CT Austin Mk.1“, wobei CT für CombaT steht.
Um einen gewissen wirtschaftlichen Erfolg zu ermöglichen, erhielt Austin die Erlaubnis, eine vereinfachte Version für den zivilen Markt herzustellen, die dann unter dem Namen „Champ“ verkauft und überwiegend exportiert wurde.
Schon bei der Indienststellung wurde klar, dass er trotz überragender Geländegängigkeit zu teuer und zu kompliziert war. Daher wurde der Vertrag mit Austin vorzeitig gekündigt. Die ersten Land Rover wurden schon vor dem Champ von der Army eingesetzt. Der Land Rover kostete nur ungefähr die Hälfte eines Champ, konnte aber fast das Gleiche leisten. Letztlich ersetzte er den Champ vollständig.
Der Wagen wurde von der Britischen Armee im Vereinigten Königreich, in Afrika, Deutschland und Zypern verwendet und kam in der Sueskrise und im Koreakrieg zum Einsatz. Jedoch wurde nie so beliebt und berühmt wie der Land Rover. Die letzten militärischen Champs wurden 1967 außer Dienst gestellt.
Außer bei der britischen Armee wurde der Champ nur noch von den Royal Marines, die über 30 Stück verfügten, und von der Australian Army, die 400 Stück kaufte, eingesetzt.

## Beschreibung
Der Champ hatte eine viersitzige, offene Karosseriewanne aus verschweißten Pressstahlteilen, die teilweise selbsttragend konstruiert war. Die Windschutzscheibe konnte nach vorn auf die Motorhaube abgeklappt werden. Links außen an der Karosserie war eine Schaufel, rechts außen der Stiel einer Spitzhacke angebracht. Auf dem rechten Kotflügel befand sich der Kopf der Spitzhacke. Das Ersatzrad und der Ersatzkanister (für Wasser) waren außen am Fahrzeugheck befestigt. Der 91-Liter-Kraftstofftank des Fahrzeugs ermöglichte eine Reichweite von ca. 700 km (Aktionsradius 350 km). Um den Champ an spezielle Aufgaben anzupassen, wurden verschiedene Auf- und Anbausätze entwickelt.
Während die frühen Fahrzeuge noch von einem Rolls-Royce-B40-Vierzylinder-Ottomotor mit einem Hubraum von 2838 cm² angetrieben wurden, erhielten spätere Fahrzeuge einen nahezu gleichen Motor, der von Austin selbst in Lizenz gefertigt wurde.
Das manuell zu schaltende Getriebe hatte fünf synchronisierte Gänge. Bei der für einen Geländewagen recht unkonventionellen Kraftübertragung führte eine Kardanwelle vom Schaltgetriebe zur hinteren Differential, in dessen Gehäuse auch ein kleines Getriebe für den Rückwärtsgang integriert war. Diese Konstruktion führte dazu, dass, zumindest theoretisch, in allen 5 Gängen auch rückwärts gefahren werden konnte. Vom hinteren Differential führte eine lange Kardanwelle zum vorderen Differential. Dort konnte mit einer einfachen Klauenkupplung der Vorderradantrieb zugeschaltet werden, um Allradantrieb zu ermöglichen. Ein konventionelles separates Verteilergetriebes konnte nicht verwendet werden, da sich genau an der Stelle, an der bei einem Leiterrahmen das Verteilergetriebe eingebaut worden wäre, das Zentrum des x-förmigen Fahrzeugrahmens befand. Alle vier Antriebswellen waren mit Gleichlaufgelenken ausgestattet, und der komplette Antriebsstrang war wasserdicht versiegelt.
Das Federungssystem basierte auf längs eingebauten Drehstäben, die die Hauptfederwirkung erzeugten. Das Fahrzeug hatte Einzelradaufhängungen mit Doppelquerlenkern an allen vier Rädern. Jede Radaufhängung war mit Gummipuffern und hydraulischen Stoßdämpfern ausgerüstet. Insgesamt ermöglichte das System ein außergewöhnlich gutes Gelände-Fahrverhalten.
Der Motor und alle elektrischen Bauteile waren wasserdicht versiegelt. Wenn der, normalerweise auf dem rechten Kotflügel liegende, Schnorchel aufgerichtet war, erreichte das Fahrzeug eine außergewöhnliche Wattiefe von 2 Metern.